# 高貴的你
《高貴的你》（韓語：고결한 그대），韓國Naver TV Cast於2015年8月23日起在每周日至周四播出的網絡劇集，由成勛、Rainbow隊長金栽經主演，改編自同名網路漫畫，描述皇室家族的皇太子李強勳，與平凡、充滿個性的動物醫院獸醫師車允序間的愛情故事。

## 演員列表

### 主演人物
| 演員   | 角色   | 介紹                 |
| 成勛   | 李強勳 | 皇室家族的皇太子     |
| 金栽經 | 車允序 | 30歲，動物醫院獸醫師 |

### 其他角色
| 演員   | 角色       | 介紹                                                                     |
| 朴恩碩 | 禹相泫     | 喜歡車允序                                                               |
| 金東碩 | 李江俊     | 李強勳親弟弟                                                             |
| 朴新允 | 姜室長     | 李強勳的助手                                                             |
| 李勝妍 | 李強勳媽媽 | 一開始阻攔李強勳跟車允序的愛情，後來接受了他們的愛情，並同意讓他們結婚。 |
| 徐英   | 文宥拉     | 車允序的大學同學，討厭車允序，常常找碴                                   |
| 李嬪娜 | 崔娜美     | 喜歡李強勳                                                               |

### 原聲帶
- 「시작인가요(是開始嗎)」
  - 2015年9月11日公開，演唱者：成勛、栽經

## 外部連結
- |「高貴的你」Naver官方網頁 （页面存档备份，存于）
- 「高貴的你」Facebook專頁
- 「高貴的你」Instagram帳戶 （页面存档备份，存于）